# Art romànic a Catalunya

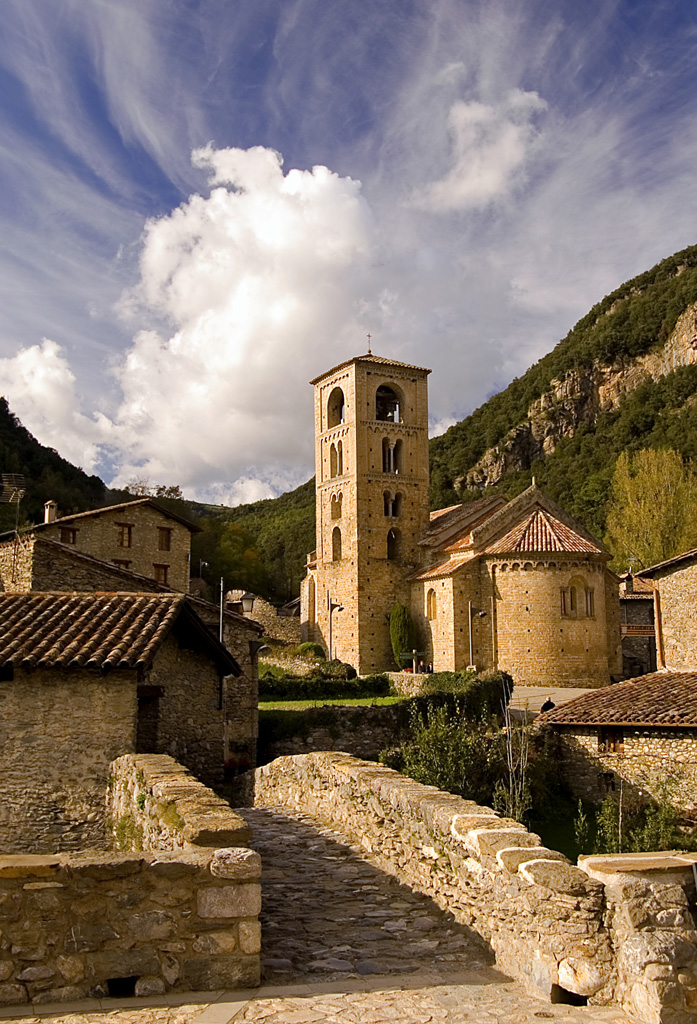
Sant Cristòfol de Beget és una mostra del romànic prepirinenc en el seu estat més pur.

El romànic és l'art que es va desenvolupar per la major part d'Europa Occidental, incloent les Illes Britàniques i la Sicília normanda, d'ençà el segle xi fins ben entrat el xiii. Tot i la seva expansió és un art molt homogeni, per la qual cosa ha estat considerat el primer estil medieval europeu plenament constituït. Malgrat aquest consens, i com passava amb les llengües romàniques, van aparèixer en menor grau diferents escoles nacionals, com ara la catalana, molt relacionada amb la de la Llombardia. El seu nom és modern i revela els seus orígens en la tradició romana, de la qual s'inspira tant en arquitectura, en escultura i també en la pintura, en aquest cas, però, a través de la influència romana d'Orient, molt forta al nord d'Itàlia.

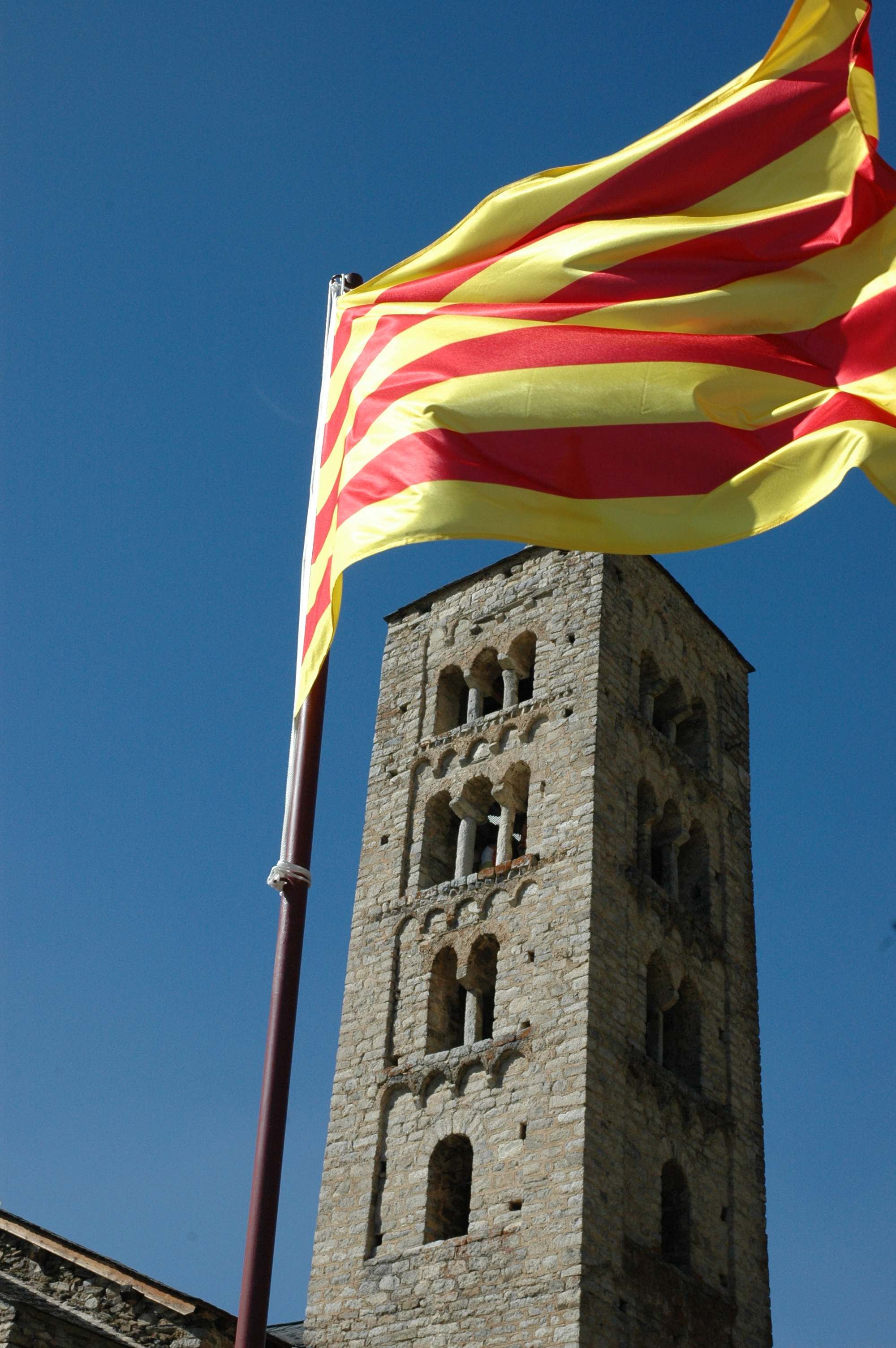
Campanar de Sant Just i Sant Pastor de Son al Pallars Sobirà

Després de la descomposició de l'imperi Carolingi, el territori que abastava es fragmentà en petits estats i comtats regits pel feudalisme, sistema economicojurídic i de relacions socials que s'estengué per tot l'occident europeu a partir del segle xi coincidint amb l'expansió del romànic. El desenvolupament del romànic també va paral·lel amb l'eclosió de les llengües romàniques que s'han anat formant a partir del llatí en els segles precedents, amb el ressorgiment de la consciència de nació (l'abat Oliba ja parla de pàtria), i, concretament a Catalunya, amb la progressiva consolidació com a sobirans dels comtes de Barcelona.
L'inici d'aquest art (ja entre finals del segle VIII i segle IX) estaria vinculat al naixement dels Comtats Catalans i, des d'allà, s'estendria com un ventall per la península Ibèrica i resta d'Europa Occidental, adquirint un notable desenvolupament al nord de França i Llombardia a partir del segle XI, que influiria com un bumerang en altres indrets. Hi ha estudis i erudits que durant el segle XX han defensat que l'origen del romànic europeu es troba, precisament, a l'Empordà i al Rosselló, on se situen les capelles i esglésies més antigues (d'abans de l'any 1000) que ja es poden considerar plenament romàniques i no preromàniques.
A partir del segle x hi ha dos períodes o estils dins el romànic que coincideixen a Catalunya amb dues etapes de la lluita per reconquerir el territori a l'islam. Així, el primer romànic o romànic llombard coincideix amb l'antiga Gòtia, allà on havien arribat els comtes catalans al segle xi, i el segon romànic o romànic ple que s'ajusta amb la Catalunya Nova, el país conquerit al segle xii: les terres de Lleida, el camp de Tarragona i Tortosa, i amb el qual quedarà configurat definitivament el territori.
El romànic a Catalunya es prolongà fins ben entrat el segle xiii, és a dir, que encara era l'art vigent quan Jaume I conquerí Mallorca (1229) i València (1239). No va ser fins a la segona meitat de segle que progressivament s'anaren introduint a Catalunya les formes i l'esperit del nou estil que prendria el relleu, el gòtic.

## Context històric i social

### Antecedents històrics

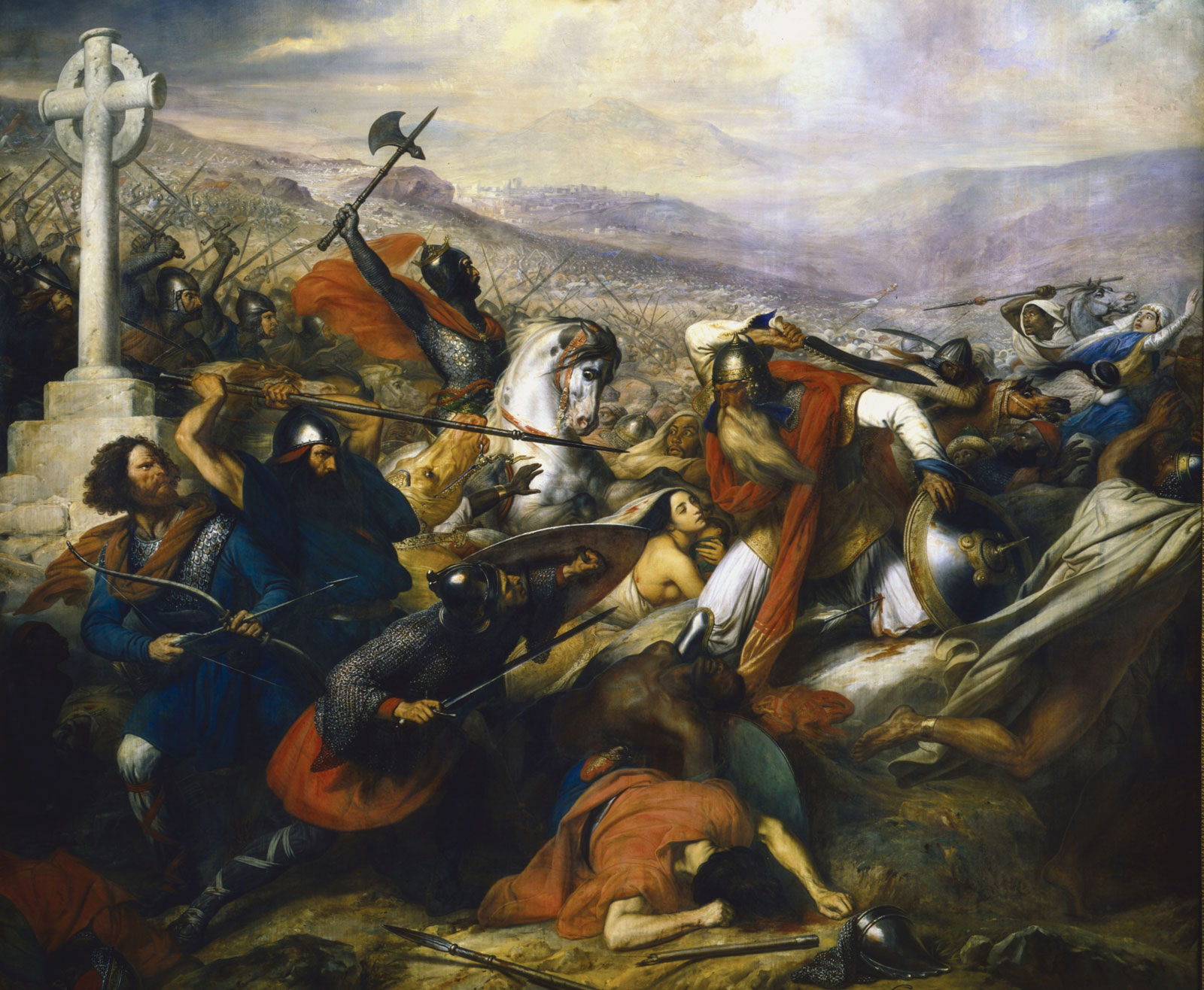
La batalla de Tours pintada per Charles de Steuben, castell de Versalles, França.

Catalunya va ser envaïda devers el 716 per les tropes musulmanes, que prosseguiren la seva expansió cap al nord fins que foren derrotades en la batalla de Tours el 732 per les tropes de Carles Martell. Carlemany, que veia perillar el seu vast imperi europeu, l'Imperi Carolingi, va provar d'interposar entre aquest i l'islam una marca o frontera, que només es consolidà a l'extrem oriental, a la Gòtia. Dues etapes importants de l'establiment d'aquesta marca són el 785 amb el lliurament de la ciutat de Girona als francs, i el 801, quan Lluís el Piadós, fill de Carlemany, conquereix la ciutat de Barcelona i, amb ella, les terres immediates fins al Llobregat.
És en aquest moment que el curs baix del Llobregat es converteix en frontera meridional de l'imperi, la marca entre cristians i sarraïns. No és fins a principi del segle x, el 904, que són documentats els primers establiments cristians a l'altra riba del riu, al castell de Cervelló. Molts dels pagesos que colonitzaren aquestes terres ho feren per mitjà de l'aprisió.

### Sobirania

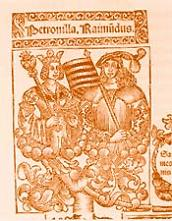
Ramon Berenguer IV i Peronella d'Aragó

La progressiva implantació del romànic a Catalunya coincideix amb l'assoliment de la seva sobirania. Des de Guifré el Pilós (878-897), els comtes catalans havien iniciat la marxa cap a la sobirania, però seran els grans comtes de Barcelona, com Ramon Berenguer I (1035-1076), el Vell, o Ramon Berenguer III (1093-1131), el Gran, els que conduiran el país a la seva plenitud, paral·lelament al desenvolupament de l'art romànic. El mosaic de comtats en què Catalunya estava dividida s'havien anat incorporant a la sobirania dels comtes de Barcelona, unificant-se en un sol estat, excepte els de Pallars i Empúries, que ho feren més tard.
Ramon Berenguer IV (1113-1162), conqueridor de Tortosa (1148) i de Lleida (1149), assolirà l'acompliment de la definitiva configuració territorial de Catalunya, tal com la coneixem avui, i ensems s'assolirà la unió amb Aragó, pel seu prometatge (1137) amb la princesa Peronella, filla de només un any del rei d'Aragó Ramir II. Llur fill, Alfons el Cast (1162-1196), serà el primer comte de Barcelona que durà, a més d'aquest títol sobirà, el de rei d'Aragó.

### Feudalisme

Al·legoria de la societat feudal: un monjo, un cavaller i un camperol, els tres estaments socials

El desenvolupament i l'expansió de l'art romànic coincideix també amb la del feudalisme a totes les capes de la societat, caracteritzat per la desintegració de l'autoritat del poder públic, és a dir, per la progressiva privatització dels càrrecs i funcions públiques i la seva conversió en hereditaris. En el feudalisme els homes estaven lligats els uns als altres per vincles de vassallatge i fidelitat, i la unitat que segellava els pactes era el feu, l'objecte del qual consistia generalment en l'usdefruit d'una terra o d'un castell termenat, però també d'una funció pública o d'unes rendes. Dalt d'aquest entramat hi havia el seu príncep, el comte de Barcelona, a qui estaven sotmesos molts nobles i barons, en alguns casos tan poderosos que àdhuc s'arribaren a rebel·lar contra l'autoritat del sobirà.
Per contraposició al feu, l'alou era un domini lliure de tota prestació. En el feudalisme, els pagesos, sotmesos a servitud, eren adscrits a la terra, que no podien abandonar sense pagar una remença al senyor.
Gràcies a aquest sistema, els antics castells que s'havien erigit apressadament en el moment de la reconquesta del país van ser reconstruïts. Els més estratègics assoliren aviat una importància remarcable i sorgiren llinatges que en prenien el nom, com els Cardona, els Cabrera, etc., que gràcies a la lluita contra els sarraïns i la “Reconquesta” de la Catalunya Nova esdevindran senyors de grans dominis i molt influents políticament.

### La Pau i Treva

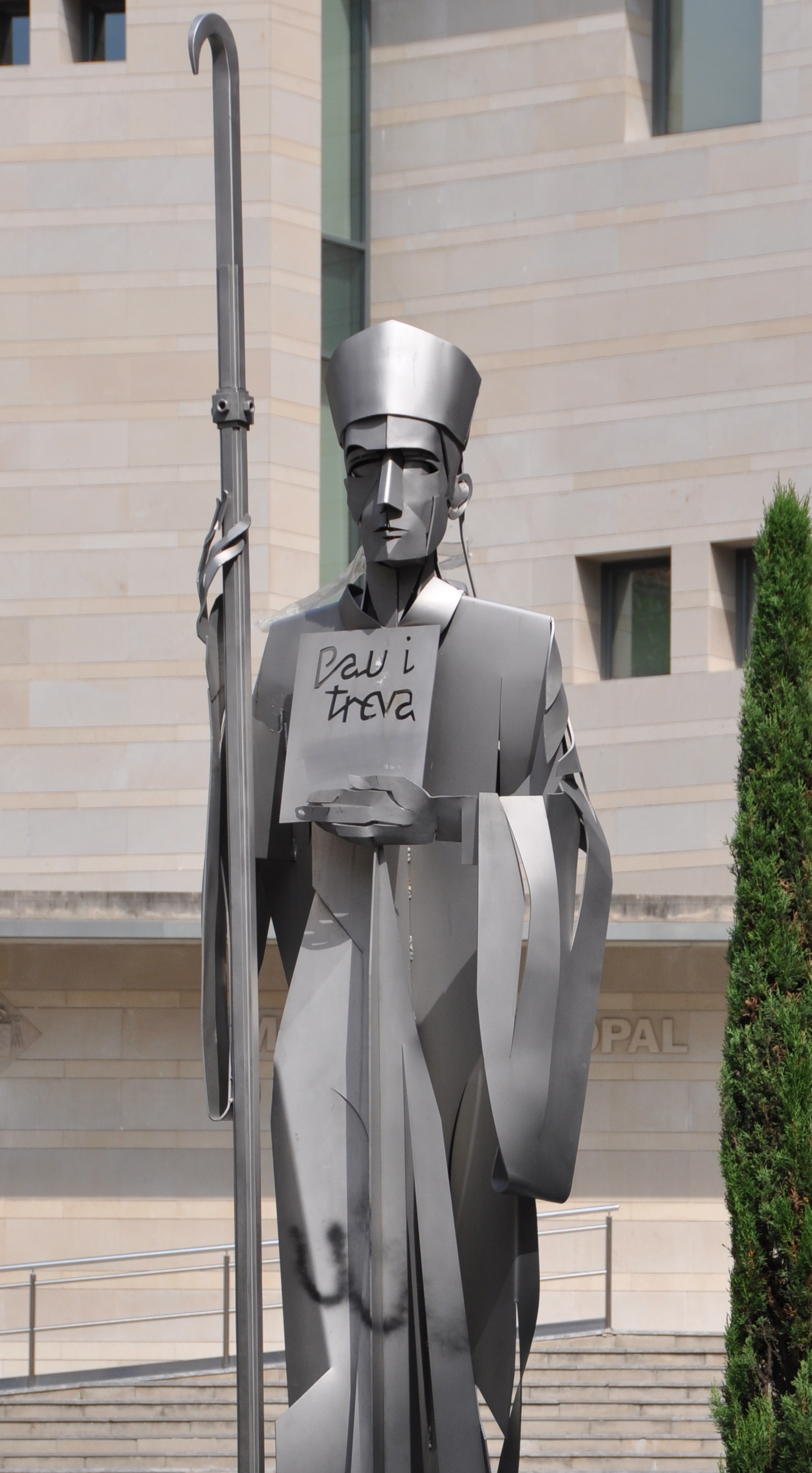
Monument a l'abat Oliba a Vic

Un dels motius de la proliferació de tantes esglésies romàniques el podem trobar en la violència feudal, moguda pels nobles, que afectava a tothom, no solament els nobles i llurs guerrers, sinó també els clergues i els monjos, els pagesos i tots els estaments de la societat.
Hi arribà a haver tanta inseguretat que l'Església, a instàncies de l'abat Oliba, instituí el moviment de la pau i treva de Déu, la qual, a fi de protegir persones i béns, consistia a establir la prohibició de fer la guerra en determinats dies i en determinats llocs. Es formaren així les sagreres de les esglésies, la immunitat de les quals s'estenia per una zona de trenta passes al voltant del temple.

## El preromànic
Podem dividir l'art preromànic en dos períodes o etapes: anterior i posterior als sarraïns. L'art que es practicava abans de la dominació sarraïna seguia la tradició paleocristiana i n'han arribat molt poques mostres doncs gairebé sempre s'hi bastí un nou temple al seu damunt.
De forma estricta, l'art preromànic o primer romànic és tot aquell anterior al romànic, però aquest terme seria massa general i s'acostuma a associar-lo amb més propietat al que es practicà després de la dominació sarraïna durant els segles ix i x.

### Arquitectura
L'art preromànic, lluny de ser homogeni, revela una pluralitat de formes, originades la majoria en tradicions anteriors autòctones i més o menys influenciades pels substrats culturals de cada regió, així com una continuïtat de les formes més simples heretades d'època visigòtica. En alguns casos hi ha una voluntat notable d'entroncament amb la romanitat, entesa com a civilització superior, com en l'art carolingi. En altres casos, la influència de l'ocupació sarraïna és més forta, com és el cas de l'art mossàrab de l'occident peninsular. A Catalunya, els falsos arcs de ferradura que hi trobem, sense el cànon dels arcs àrabs, no són d'influència mossàrab sinó exemple de rusticitat.
En un primer moment corresponen a les construccions d'època anterior que s'apedaçaven o recomponien, però tot seguit s'aixecaren edificis de nova planta, basíliques o petites esglésies obrades amb pedres i fang, cobertes de fusta, que seguien els models dels temps precedents. El tipus més corrent d'església preromànica és el d'una petita església de nau única capçada per un absis quadrat o trapezoïdal de vegades amb un transsepte elevat entre l'absis i la nau, que representa la influència de l'arquitectura carolíngia. A la fi del segle x, l'absis comença a tenir la planta semicircular aprofundida, molt irregular.

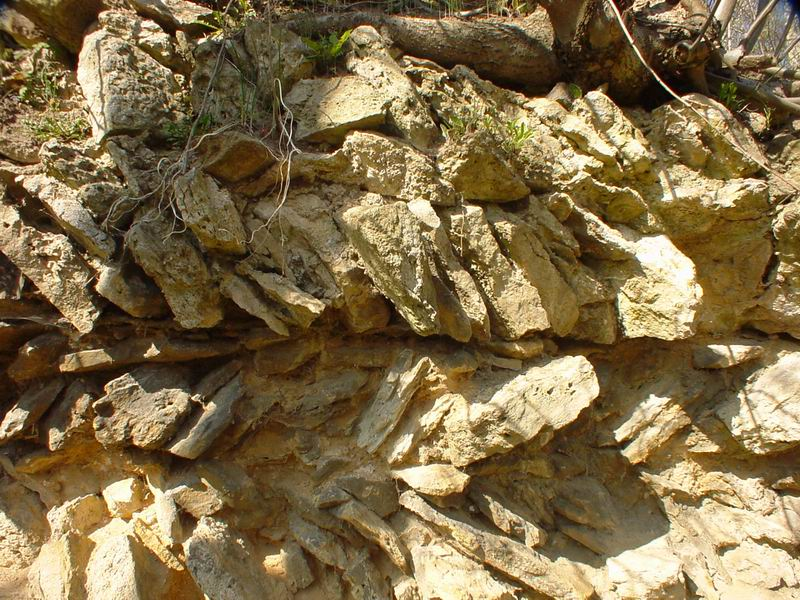
Exemple de mur en espina de peix

En el decurs del segle x hom inicià l'assaig de la coberta de volta en els santuaris per estendre-la més tard sobre la nau de les esglésies de dimensions petites. Les estructures es feren més sòlides, amb parets de grossos carreus angulars, i presentant sovint l'aparell de pedres en espina de peix, mètode constructiu d'influència romana seguit arreu i que predominà a la segona meitat del segle, tant a les esglésies que s'han conservat a l'Empordà i a les voreres del Llobregat com als castells bastits a la darreria del segle a les marques de frontera amb els musulmans.
Entre les obres preromàniques més importants sobresurten l'església de Santa Maria de la Tossa de Montbui (Anoia), bona part del conjunt de les esglésies de Terrassa, Sant Quirze de Pedret, la porta Ferrada -única resta de l'antic monestir de Sant Feliu de Guíxols-, i d'altres.
Cap a la fi del segle x, és el moment de més empenta constructiva en les esglésies dels monestirs i de la Gòtia, als territoris menys afectats per les incursions musulmanes de les valls pirinenques i de les terres que en davallen. És en aquesta època que es comencen les grans obres de Cuixà, de Ripoll, de Sant Pere de Rodes, amb àmplies construccions basilicals cobertes amb encavallades de fusta i finestres d'una sola esqueixada.

### Escultura i pintura

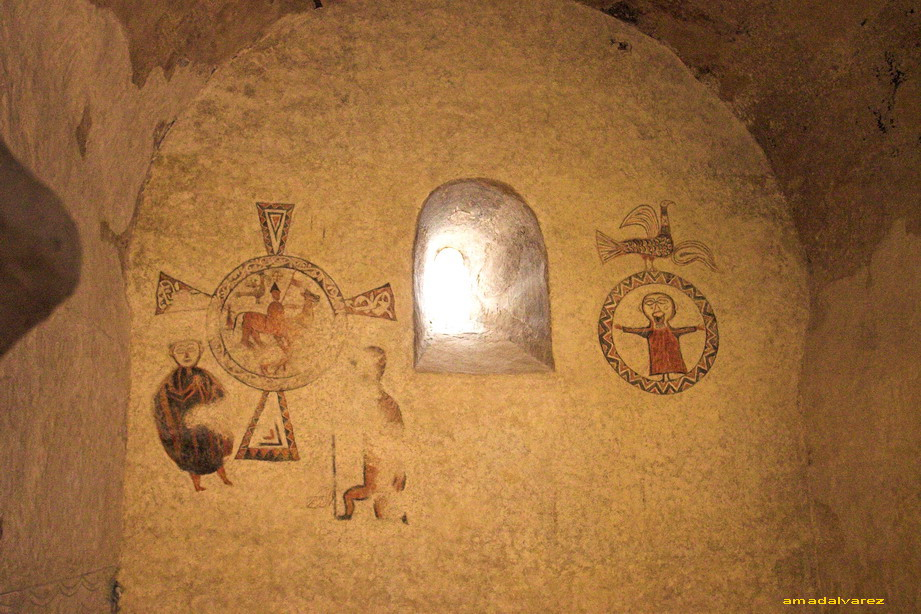
Pintures preromàniques de l'església de Sant Quirze de Pedret

La sobrietat de murs i cobertes admetia rarament l'escultura en elements decoratius, que es resolia en relleus ornamentals, amb escasses figuracions humanes. El corrent escultòric califal de retorn als models dels capitells corintis no penetrà fins al començament del darrer terç del segle x. Els primers capitells degueren ser esculpits després del 977 pels escultors que, procedents de la mesquita de Còrdova, havien vingut a Catalunya per a treballar en la basílica que aquest any va ser consagrada a Santa Maria de Ripoll, panteó dels comtes del casal de Barcelona.
A Catalunya, els exemples més arcaics d'escultura clarament romànica semblen aparèixer a Santa Maria de Besalú, amb capitells amb figures i d'altres de tradició clàssica amb fulles d'acant. Abundava l'escultura i la decoració en guix o estuc, en talla a bisell, però també en alt relleu corpori, segons una tècnica que perdurà fins més enllà del període gòtic.
El mateix es pot dir per la pintura, amb molt ocasionals frescs decoratius resolts amb simples línies, que contornen els plans pintats amb colors primaris, amb temes evangèlics i apocalíptics. Un exemple el trobem al Museu Diocesà de Solsona amb l'absidiola procedent de Sant Quirze de Pedret.
Un bon exemple d'argenteria és l'ara de Sant Pere de Rodes, al Museu Diocesà de Girona.

## L'art romànic

### Condicions favorables
Al segle xi coincidiren una sèrie de condicions favorables que possibilitaren el desenvolupament i l'expansió de l'art romànic dintre de les nostres fronteres ja en època molt primerenca i d'una manera molt creativa.
Es produeix una desvinculació gradual dels comtats catalans de la monarquia dels capets, malgrat que mantingueren una estreta relació amb les senyories feudals de França, estrenyeren cada cop més llurs lligams amb Itàlia i amb el papat. Després del desmembrament del califat i la compartimentació dels territoris musulmans en regnes de taifes, amb centres culturals propis, segueix la relació amb els comtats catalans.
Hi hagué una notable expansió demogràfica propiciada per un gran desenvolupament de la producció agrícola, gràcies a l'extensió dels conreus en noves terres, al perfeccionament de l'utillatge agrícola i a la millora dels recursos hidràulics. La creació d'excedents afavorí la creació d'una economia d'intercanvi, que les entrades d'or musulmà afavoriren igualment. Aquest or provenia principalment de les paries, tribut anual i a voltes mensual que els sarraïns pagaven als comtes catalans com a conseqüència d'indemnitzacions de guerra o reconeixement de domini, a canvi de la pau.

### Primer romànic
A principi del segle xi aparegueren dues tendències principals que sovint marquen una ruptura amb les tradicions locals anteriors. Una és constituïda per l'arquitectura de filiació llombarda, anomenada per Puig i Cadafalch "primer art romànic", possiblement pel fet d'haver arribat per via del Piemont, i que es caracteritza per l'ús general d'un aparell de pedres allargades, no gaire grosses i només desbastades, que devia anar recobert per un arrebossat. L'altra tendència és la que es dona al Rosselló i a l'Empordà en alguns edificis d'aparell de pedra ben tallada amb columnes i grans capitells.

#### Arquitectura

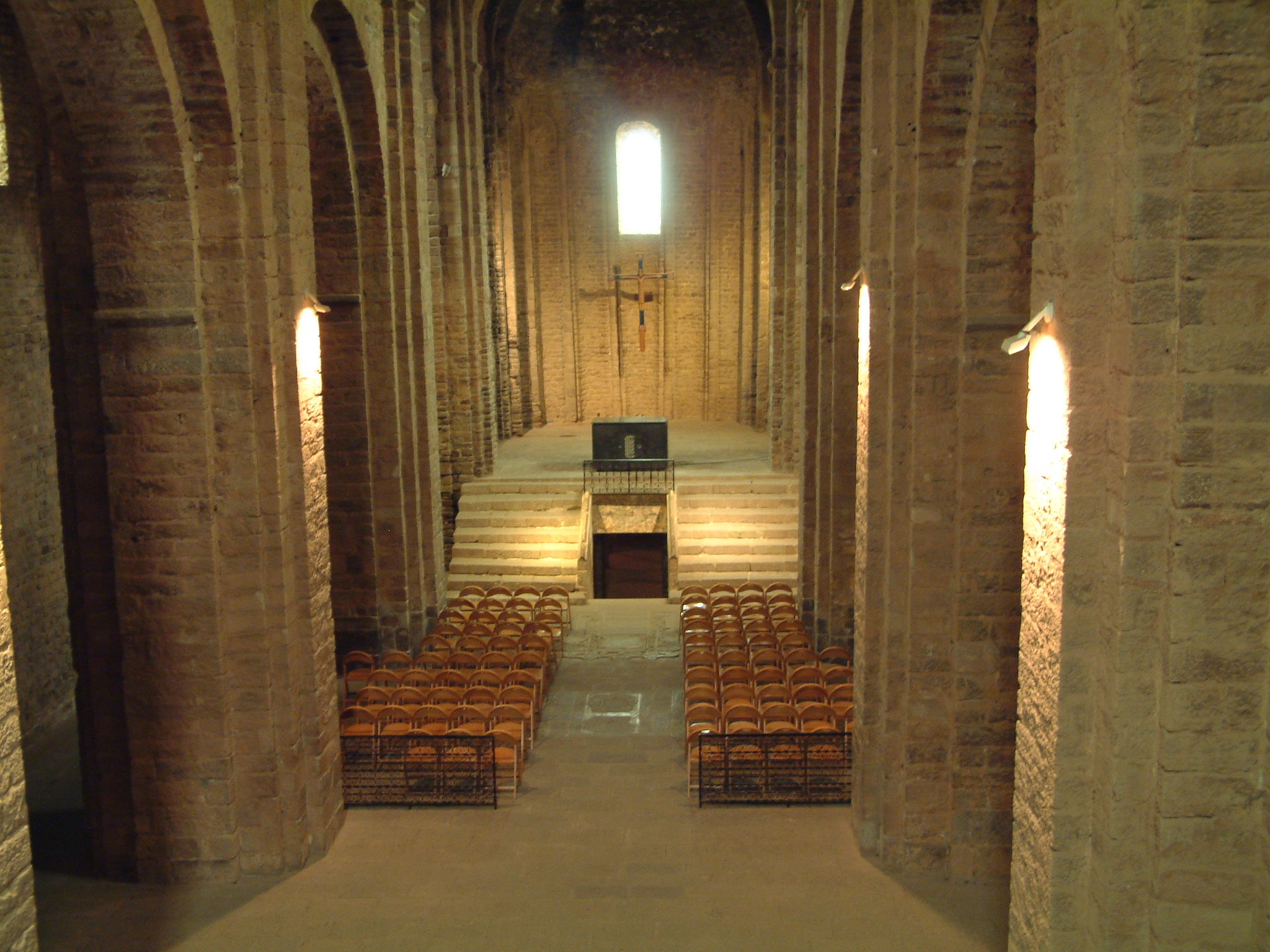
Nau de Sant Vicenç de Cardona, la més alta d'aquest període a Catalunya

Els principis bàsics de l'arquitectura romànica, juntament amb la seva estaticitat (les estructures se sustenten sobre els murs longitudinals), són l'arc de mig punt i la volta de canó pètria, que ja s'havia introduït en l'arquitectura preromànica. Només en casos esporàdics o en alguna vall molt específica, com la de Boí, en comptes de volta trobem embigats. En realitat, en el romànic es coneixien altres tipus de voltes, com la volta per arestes (que apareix, juntament amb la de canó, a Sant Vicenç de Cardona), però la més característica, la que defineix l'estil, és la volta de canó. Es construeixen també cúpules sobre trompes i criptes sota el presbiteri d'alguns temples importants.
L'arquitectura del primer romànic es caracteritza externament per les arcuacions llombardes com les bandes llombardes, que ornen els seus murs, separades per contraforts decoratius anomenats lesenes. Aquesta ornamentació té els seus orígens en l'arquitectura de l'Imperi Romà d'Occident, que es pot trobar encara a ciutats tan allunyades com Trèveris, a la frontera del Rin, o a Milà, a la Llombardia, regió de la qual partiren els picapedrers llombards que s'expandiren després per tota l'Europa mediterrània.
Els absis ja són tots semicirculars i les esglésies poden tenir d'una a tres naus, a vegades amb transsepte i planta de creu llatina, o amb cúpula i cimbori, sobre el creuer. Aquests diferents cossos, segons la manera en què es combinin, poden adoptar en alçat solucions molt variades, especialment a la zona de la capçalera. Hi ha també esglésies de cinc naus (Ripoll) o de planta circular (Sant Pere el Gros).
Al primer romànic, els murs es construeixen de pedra, primer amb uns carreus petits, escairats a manera de llambordes o maons col·locats en filades regulars. Al segon romànic, al segle següent, els carreus ja són bellament tallats i aparellats. Les finestres acostumen a ésser estretes però de doble esqueixada, en contrast amb les d'una de sola, típiques del període anterior (que persisteixen en algunes criptes i fortificacions).
Aquest estil abunda molt a banda i banda dels Pirineus i, pel sud, arriba al Penedès. Subtilment es començà a diferenciar un estil propi depenent del territori:
- oriental: Amb esglésies de grans campanars de planta quadrada, la majoria, de la primera meitat del segle xi. En són exemples les catedrals de Girona i de Vic, monestirs de Cuixà, de Ripoll i de Breda.
- central: Amb edificis de planta complexa, els més notables són Sant Vicenç de Cardona i Sant Serni de Tavèrnoles.
- occidental: Sovint amb campanars alts i esvelts, com les esglésies d'Andorra, de l'Alt Urgell, del Pallars i de la Vall d'Aran.

#### Escultura
En tota aquesta etapa hom no pot parlar d'escultura típicament romànica, però això no vol dir que en alguns casos la decoració dels edificis no sigui realment notable, encara que constitueixen un grup propi, diferent del llombard, com el monestir de Sant Pere de Rodes, la catedral de Barcelona). Es caracteritza, a més, per l'absència d'escultura monumental, és a dir, els seus interiors són llisos i austers, com a Santa Maria de Castelldefels. L'arquitectura doncs, hi apareix amb tota la seva puresa, com a Sant Vicenç de Cardona o a Sant Ponç de Corbera.
Les antigues tècniques de talla a bisell o aresta viva es retroben en la decoració d'estuc de Sant Serni de Tavèrnoles, en el grup de Sant Pere de Rodes, Sant Genís de Fontanes i Sant Andreu de Sureda, on hi ha també decoració figurada i on els entrellaços fan pensar en exemples francesos.

### Segon romànic
El segon romànic, també dit romànic ple o romànic internacional, s'associa en la majoria del territori al segle xii. El més notable que aporta és, juntament amb l'ús de carreus bellament tallats, la incorporació de l'escultura monumental, com a Sant Joan de les Abadesses, Sant Pere de Besalú o Sant Pere de Galligants.

#### Escultura
La plenitud d'aquest període, amb aparell de grossos carreus i decoració escultòrica, el trobem a les comarques occidentals amb la catedral de la Seu d'Urgell, lligada arquitectònicament amb el nord d'Itàlia, però, pel que fa a l'escultura, amb Occitània. Hi ha petits grups comarcals ben definits com ara a la Vall d'Aran i a la Cerdanya, i escoles més riques, al Conflent i al Rosselló, on abunda el marbre en capitells, portes i claustres. L'artista més personal i significatiu entre els qui treballaren en aquest sector fou l'anomenat Mestre de Cabestany, amb projeccions des de Navarra fins a Itàlia passant per Occitània.
Les comarques gironines i la part central presenten exemples notables, important peces de marbre del Conflent, amb un gran monument molt original com és el de Sant Joan de les Abadesses i una extensa escola centrada entre Ripoll i Vic.
El romànic tardà, al pas del segle xii i al xiii, començà tenint el centre principal a Girona, amb el claustre de la catedral, des d'on passà a Barcelona, amb exemples com el claustre del monestir de Sant Cugat del Vallès, iniciat per Arnau Cadell, els capitells del claustre de Santa Maria de l'Estany.
Una branca del darrer grup rossellonès que confeccionà les escultures del claustre d'Elna i a Perpinyà) confluí a Lleida, amb ornamentació molt rica, en part moresca, que produí al llarg del segle xiii una esplèndida escola centrada en la catedral, amb exemples a les comarques veïnes. Cal destacar la decoració de la catedral de Solsona, de clara relació amb Tolosa. Un dels millors exemplars tardans del grup és la portada de l'església de Santa Maria d'Agramunt, del 1283, amb ornament romànic i un grup de l'Epifania ja netament gòtic, bé que arcaic.
A Tarragona hi ha bons exemples, sovint en marbre, especialment el claustre de la catedral, netament romànic, com ho són també el tester i la planta del temple.
L'escultura en fusta, sovint policromada, també va oferir els millors exemplars a partir de la primera meitat del segle xii, però una gran majoria s'han perdut. Les marededéus sedents devien abundar arreu. En ser objecte de devoció, se n'han conservat nombrosos exemplars, molts d'ells dessacralitzats modernament i ara exposats en museus, però d'altres encara són objecte de veneració com la Mare de Déu de Montserrat o la Mare de Déu de Núria. És molt important la sèrie de frontals d'altar de fusta tallada, els Crists en creu (especialment les anomenades Majestats o Crist Majestat de la Garrotxa i la Cerdanya) i els grups del Davallament de la Creu, sobretot de la part occidental de Catalunya com Viella i la vall de Boí (Davallament d'Erill la Vall) tot i que a les comarques orientals n'hi ha també bons exemplars, potser més tardans però paral·lels als del primer grup, com el Davallament de Sant Joan de les Abadesses.